# Stéla

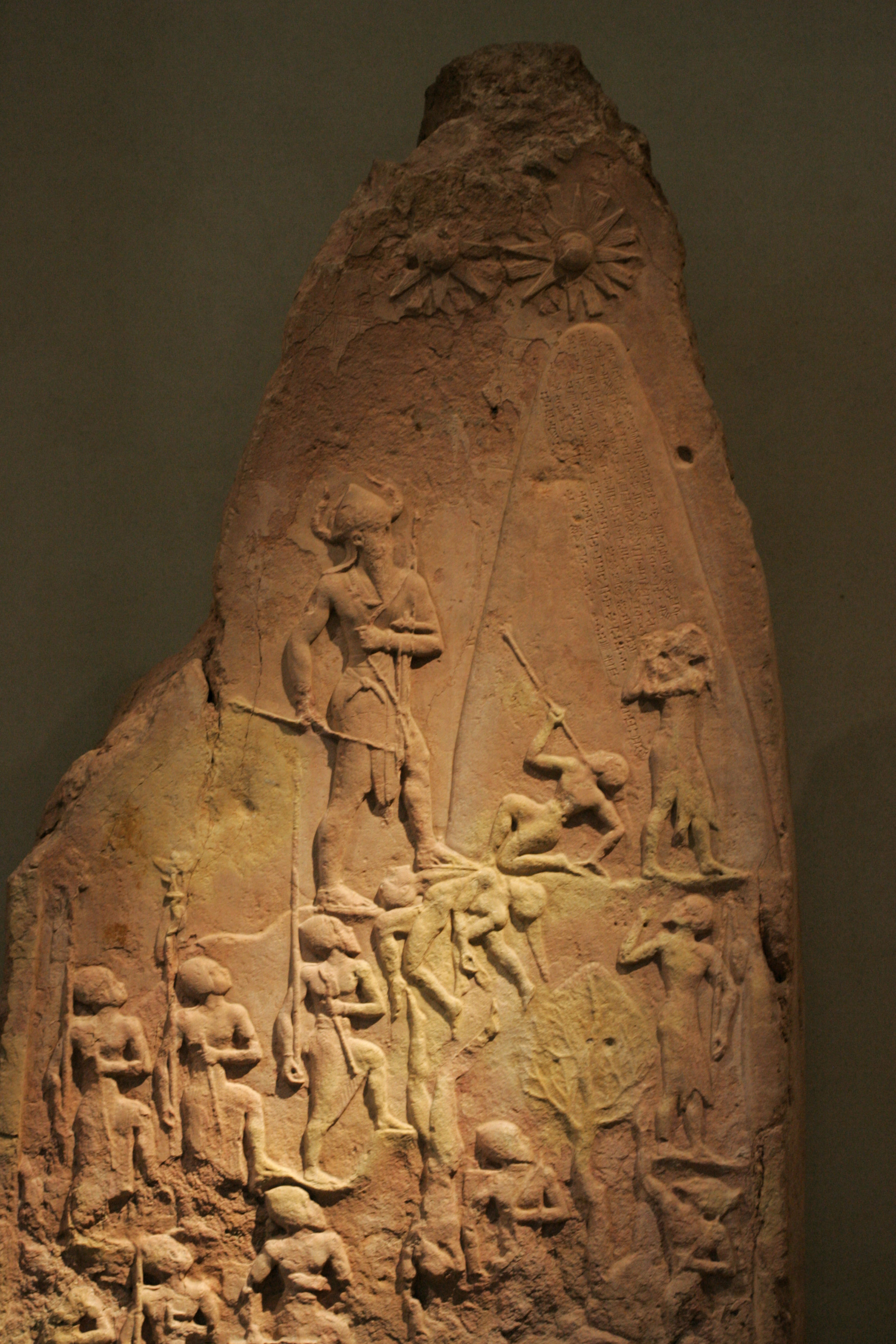
Mezopotámská stéla k vítězství Naram Sina (akkadské období, cca 2350 př. n. l.

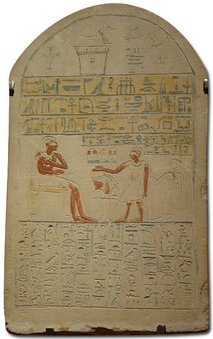
Staroegyptská pohřební stéla

Stéla (z řečtiny στήλη, stélé) je kamenný nebo dřevěný památník postavený na obětišti, na náhrobku nebo v památném místě.

## Typy a výzdoba
Většinou má podobu stojící ploché desky, která je delší na výšku. Může být zdobena malbou, reliéfem nebo tesaným znakem, znaky, či nápisem. Nápis zmiňuje základní údaje, buď o zemřelém, především jméno a titul či funkci, nebo o pamětní funkci stély. Obdobným typem památníku je obelisk, který může být také plochý, častěji má tvar jehlancový, sloupový nebo je pilířem. Židovské náhrobky, tzv. macevy, mají rovněž tvar stély.

## Historická chronologie
Stély jsou dochované po celém světě a v mnoha kulturách od pravěku až po současnost.
- Mezopotámie – stély panovníků s reliéfní scénou vítězného boje, lovu nebo s panovníkem pod ochranou bohů; nemusí mít proporce na výšku ani pravidelný geometrický tvar.
- V egyptologii je jako stéla označován širší okruh památek z území Egypta, severního Súdánu a Etiopie, zahrnujících i skalní nápisy.[1]
- Antické stély řecké a římské - mohou mít také podobu hermovky (s hlavou boha Herma, později s podobiznou zemřelého)
- Kamenné stély se v některých prehistorických a historických kulturách nazývají hieroglyfy, mohou být tesané na skále nebo na ležícím kameni.
- Stéla označující umělecké dílo, zpravidla až v novověku, často moderní abstraktní dílo; může mít členitý obrys a vrtané nebo tesané otvory (např. Henry Moore, Karel Hladík, Jindřich Wielgus).
  - Litopunktura (angl. lithopuncture) je typ stély zavedený v současném sochařství. Má tesané drobné znaky, piktogramy a nápisy, někdy působí neuspořádaně či nahodile. Tvorbě se věnuje například slovinský sochař Marko Pogačnik (Murska Sobota)

## Významné historické stély
- Rosettská deska
- Chammurapiho zákoník
- Stéla z Lémnu
- Stéla z Kurchu
- Stéla z Tel Danu
- Lapis Niger na Foru Romanu

## Galerie

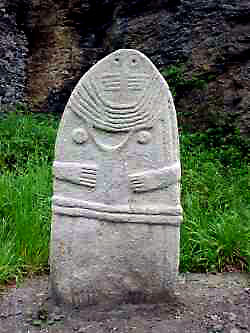
Menhír (Francie)
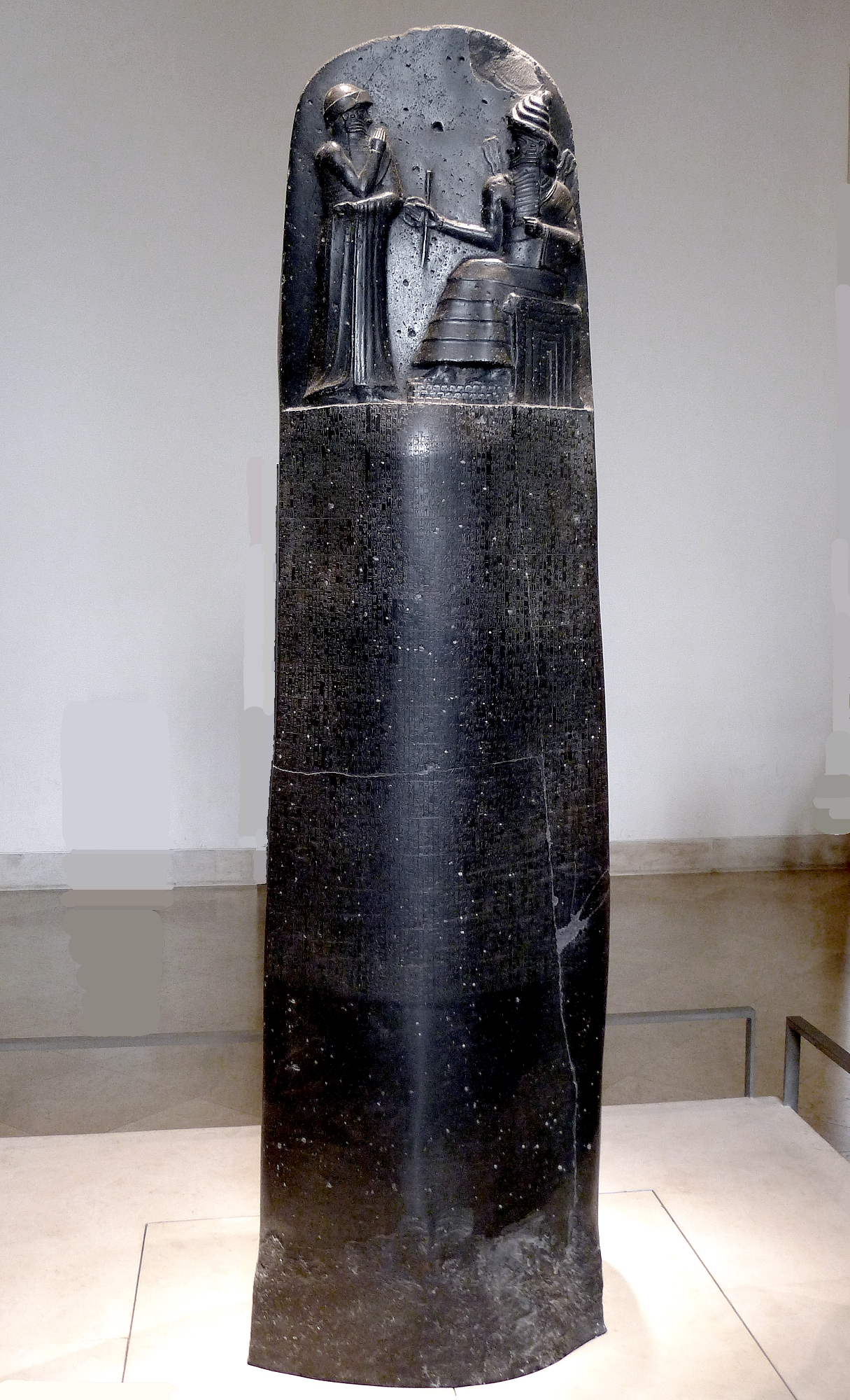
Chamurapiho stéla (Babylón)
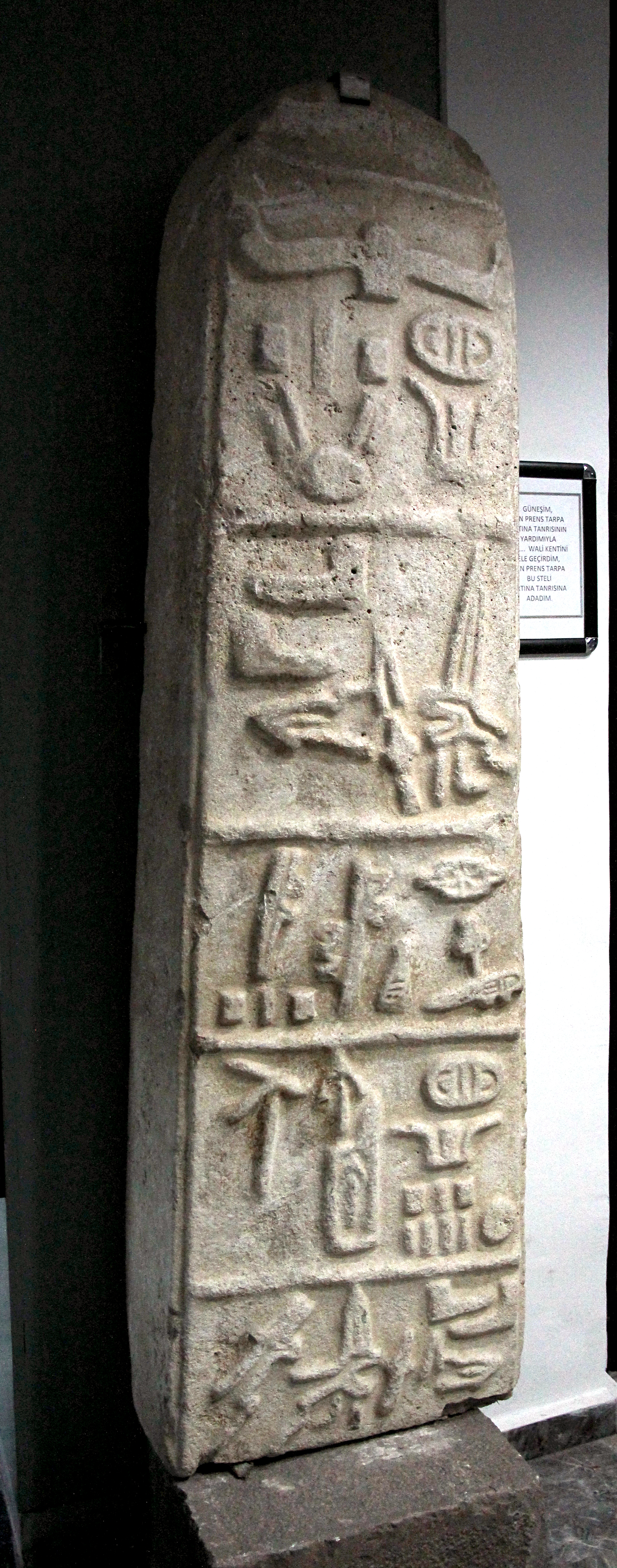
Chetitská stéla
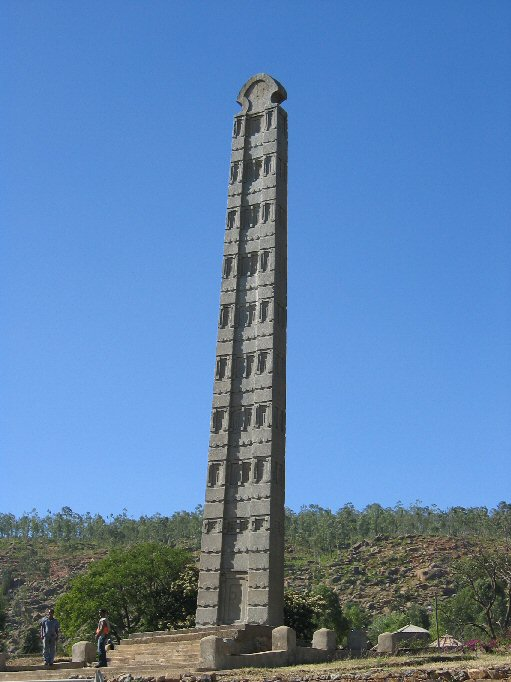
Etiopská stéla krále Ezanase
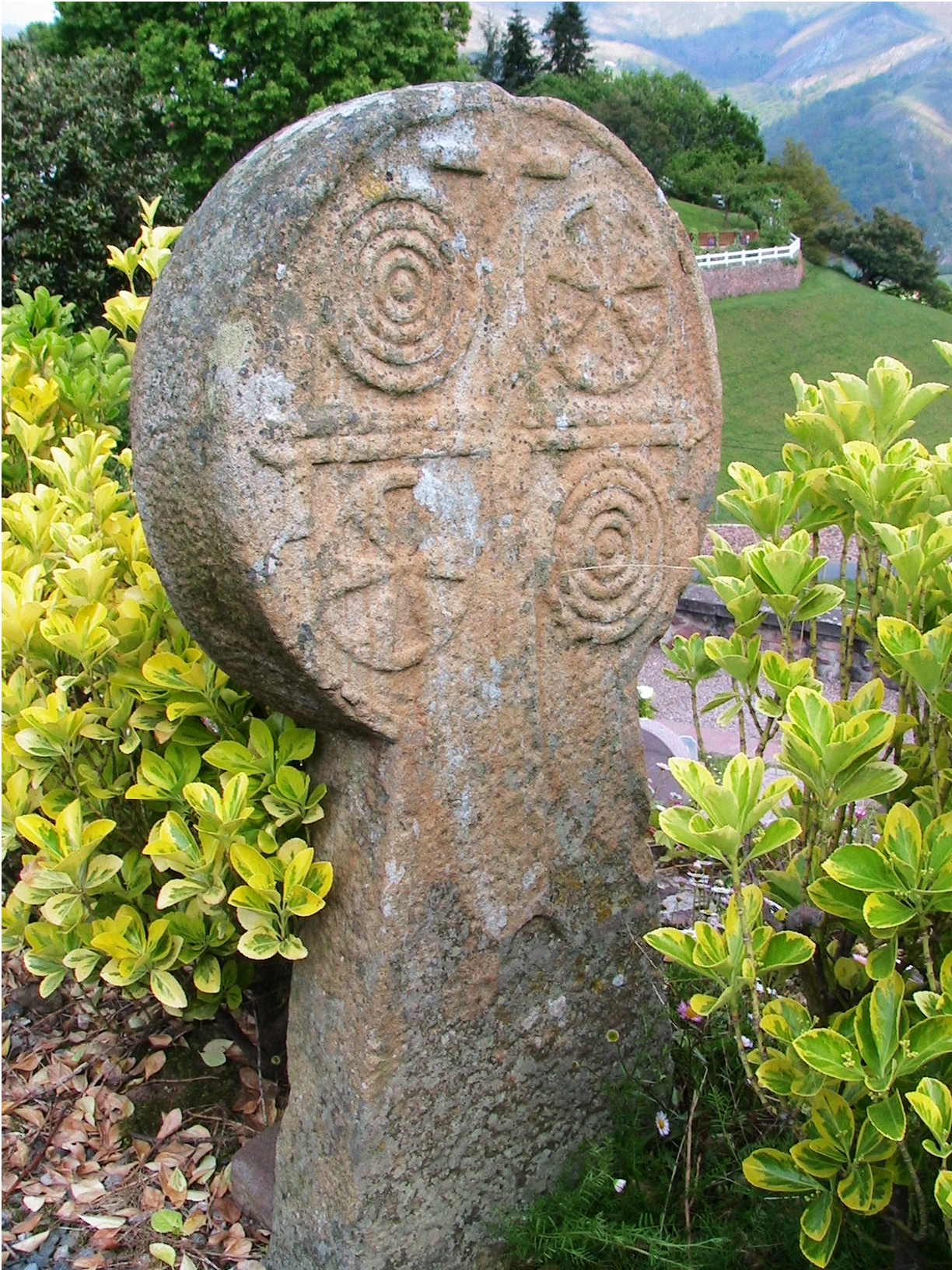
Baskická stéla, Pyreneje
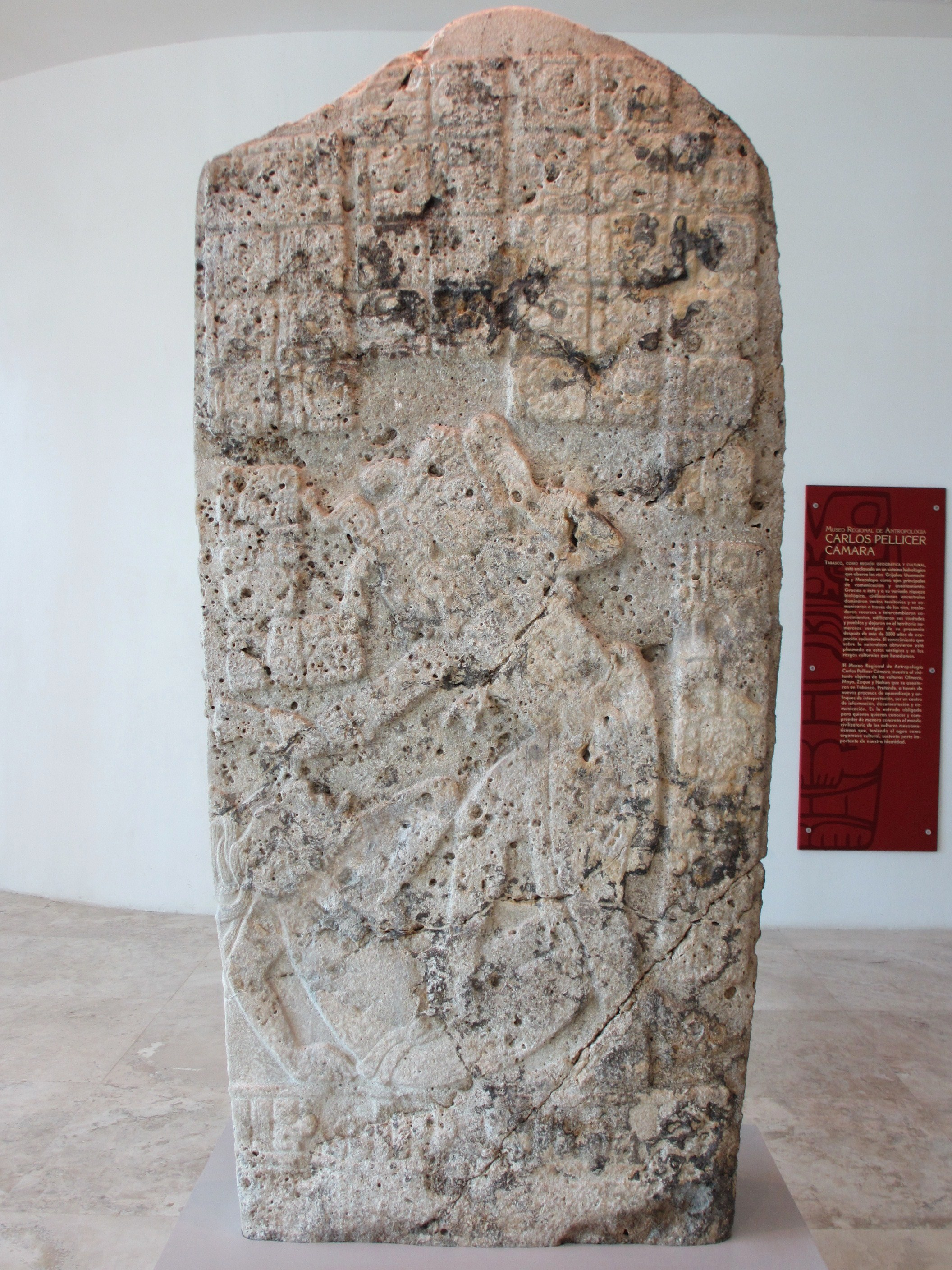
Mayská stéla, Mexiko
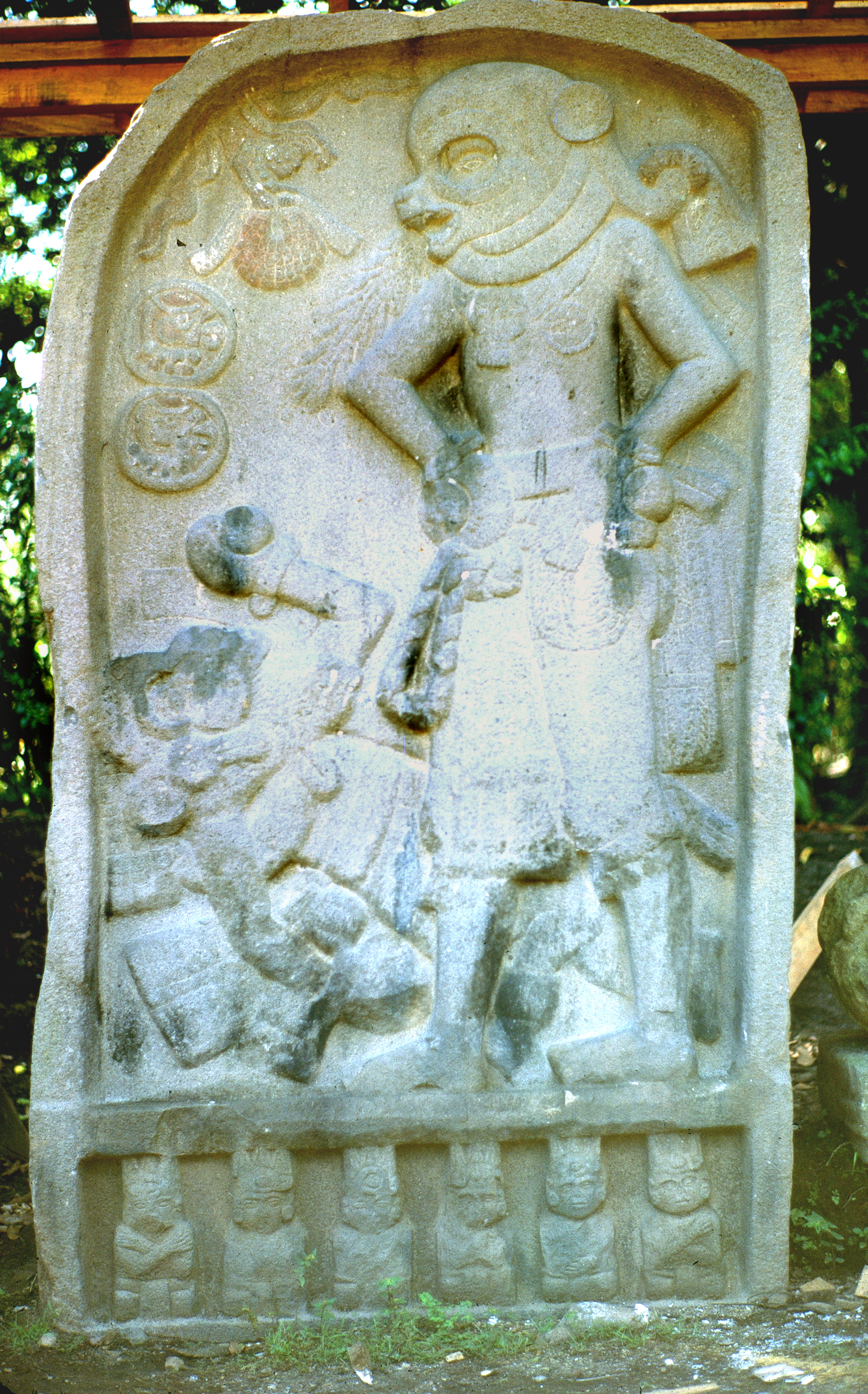
Mayská stéla, Guatemala
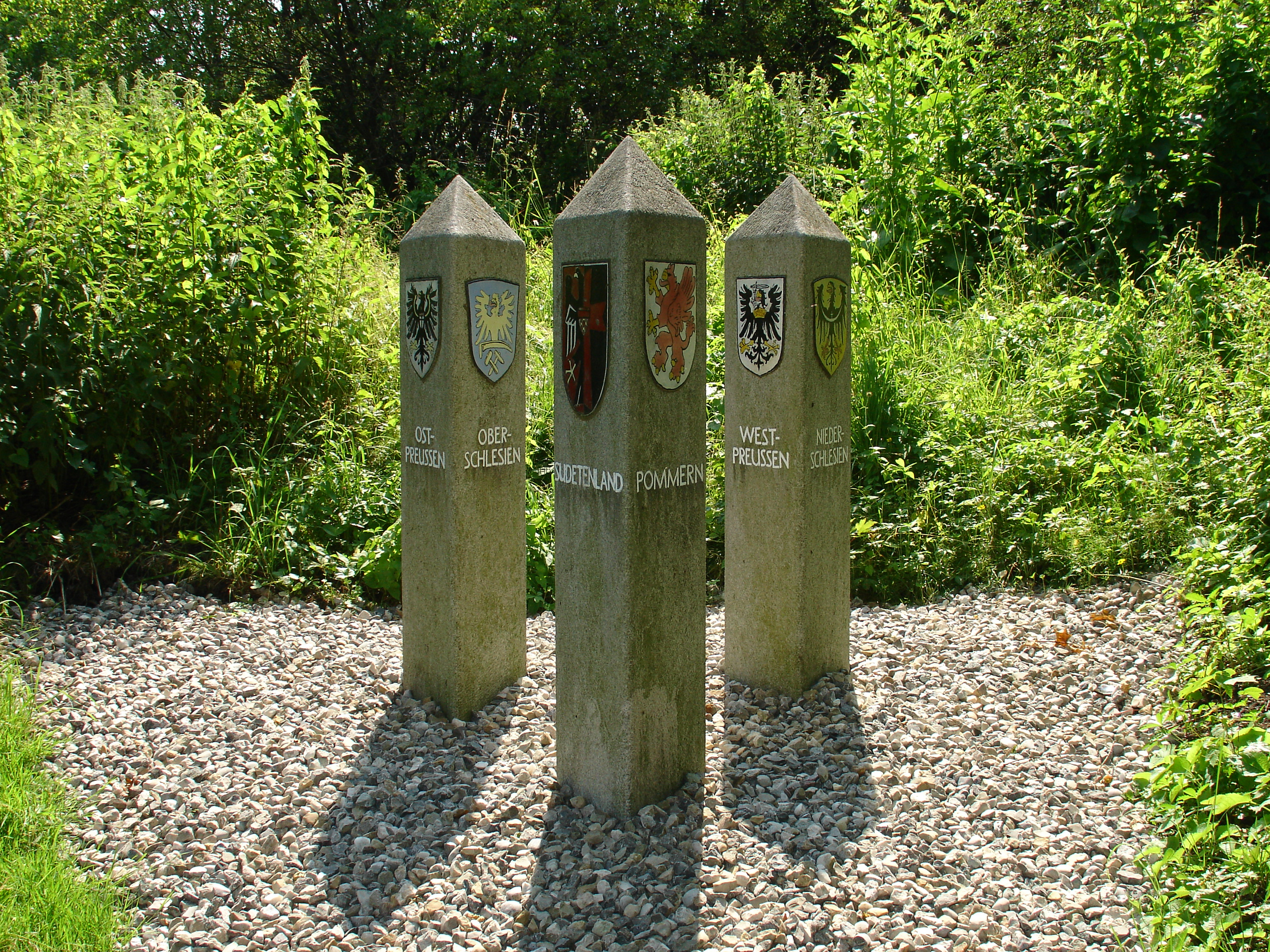
Hraniční stély Puchheim (Německo)
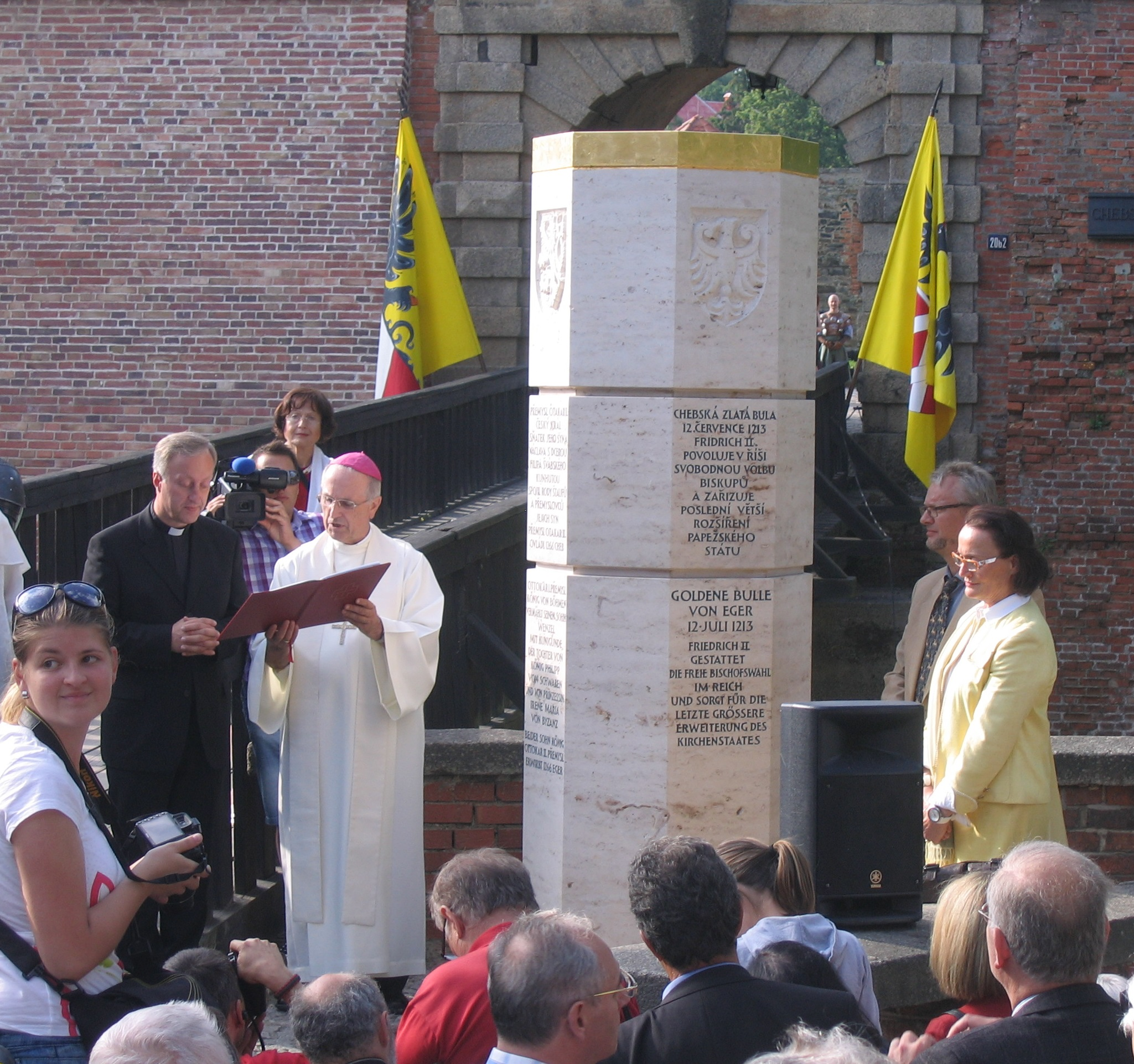
Svěcení štaufské stély, Cheb (2013)